# NHS COVID-19
 (7 mai 2020).
NHS COVID-19 est une application de suivi des contacts développée par NHS Digital pour une utilisation au Royaume-Uni. Le test pilote commence dans l'île de Wight, le public pouvant l'installer à partir du 6 mai 2020,,. 